# Phil Martelli
Philip Martelli, detto Phil (Media, 31 agosto 1954), è un allenatore di pallacanestro statunitense.

## Palmarès
- Naismith College Coach of the Year (2004)
- Associated Press College Basketball Coach of the Year (2004)
- Henry Iba Award (2004)
- NABC Coach of the Year (2004)
- Jim Phelan National Coach of the Year Award (2004)